# LG AI 연구원
LG AI 연구원은 LG 경영개발원 산하 인공지능 전문 연구 조직이다.

## 역사
LG AI 연구원은 LG그룹에서 디지털 전환 전략을 추진하며 AI 원천기술을 확보하기 위해 2020년에 설립되었다. 연구원장은 LG사이언스파크 AI 추진단을 책임졌던 배경훈 상무를 선임하였으며, 세계적인 인공지능 석학이자 구글사의 AI 연구조직인 '구글브레인'에서 일했던 이홍락 미국 미시간대학교 교수를 Chief Scientist of AI로 영입하였다. 연구원 설립에는 LG그룹 계열사인 LG전자, LG디스플레이, LG화학, LG유플러스, LG CNS 등 16개 그룹 계열사가 참여하였으며 LG경영개발원 소속으로 설립되었다.

## 제품
LG AI 연구원은 2021년 말 대형 언어 모델 기반의 멀티모달 AI 모델 EXAONE을 출시하였다.

## 같이 보기
- 국가인공지능위원회